# A zarándok útja
A zarándok útja a jelenvaló világból az eljövendőbe John Bunyan 1678 februárjában megjelent könyve, keresztény allegória. Az angol irodalom egyik legjelentősebb műveként tartják számon, és több mint száz nyelvre fordították le.

## A mű keletkezése
Bunyan a könyv írását a bedfordi megyei börtönben kezdte el, ahova azért került, mert megszegte azt az 1664-es rendeletet, amely az anglikán liturgia használatát írta elő a nyilvános istentiszteleteken. Korábban úgy vélték, hogy A zarándok útja Bunyan rövidebb, második bebörtönözése alatt keletkezett 1675-ben, de az újabb kutatók úgy tartják, hogy a mű Bunyan első, sokkal hosszabb fogsága idején született, miután megírta Bővölködő kegyelem című szellemi önéletrajzát.
Az angol szöveg két részből áll, fejezetekre való felosztás nélkül. Az 1678-as első kiadás után 1679-ben megjelent egy bővített kiadás, amelyhez a kiegészítéseket Bunyan írta szabadulása után. A második rész 1684-ben jelent meg. Az első rész Bunyan életében összesen tizenegy kiadást ért meg, a második pedig kettőt.

## Cselekménye

### Első rész
Az allegória hőse, Keresztyén, aki a „Romlás Városából” (Föld) a „Mennyei Városba” (Sion) indul. Keresztyén súlyos terhet cipel, amelyet egy könyv (nyilván a Biblia) olvasásakor szerzett. Ez a teher, amely pokolra juttathatja, okozza Keresztyén legsürgetőbb kérdését: „Mit kell nekem cselekednem, hogy üdvözüljek?”. Evangélista hirtelen segítségére siet és a „szoros kapu” felé irányítja, amelyhez az utat „világító szövétnek” mutatja. Miután Keresztény sikertelenül próbálja meggyőzni családját, hogy tartsanak vele, elhagyja otthonát, feleségét és gyermekeit, hogy megmeneküljön.
Világbölcs eltéríti Keresztyént a szoros kapuhoz vezető útról azzal, hogy a tehertől való szabadulást inkább az Erkölcsiség falujában lakó Törvénytudó úr és fia, Udvarias úrfi segítségével érheti el, semmint Krisztus által. Útközben Törvénytudó háza felé, pihenőt tartva az életveszélyes Sinai hegy lábánál, Keresztény ismét találkozik Evangélistával. Evangélista megmutatja Keresztyénnek, hogy az útról letérésével bűnt követett el, de meg is vigasztalja, hogy szívesen fogják látni a szoros kapunál, ha visszafordul. Ezt Keresztyén meg is teszi.
A szoros kapunál kezdődik az „egyenes és keskeny” út, amelyen Keresztény elindul a kaput őrző Jóakaró irányításával. (A második részben kiderül, hogy a Jóakaró maga Jézus). Keresztyén kérdésére, hogyan fog megszabadulni súlyos terhétől, Jóakaró a „szabadulás helyére” irányítja.
Keresztény az úton Értelmező házához jut, aki különböző képeket mutat neki amelyek a keresztény hit és élet egyes elemeit ábrázolják. Ezután Keresztény végre eljut a „szabadulás helyére” (allegorikusan a Kálvária keresztjéhez és Krisztus nyitott sírüregéhez). Itt Keresztény terhe leoldódik válláról és begurul a sírba. Ezután Keresztyén találkozik három fényövezte lénnyel, akik békével köszöntik, ünneplő ruhára cserélik szennyes rongyait és egy pecsétes írást adnak neki – az útlevelet a Mennyei Városba. Ez a három alak a vízkeresztség allegóriája.
Az Akadály dombjának tetején Keresztyén első éjszakai pihenőjét a Gyönyörűséges nevű háznál tartja, amely a helyi keresztény gyülekezet allegóriája. Keresztyén három napot tölt itt és felvértezve indul tovább, amely megvédi majd az Apollion ellen vívott harcban a Megaláztatás Völgyében. Ez a viadal több mint fél napig tart, míg Keresztyénnek sikerül megsebeznie Apolliont kétélű fegyverével.

Éjszakára Keresztyén a Halál Árnyékának Völgyébe ér. A völgy közepén, rémségekkel viaskodva, vigasztalhatatlan lelkiállapotban a 23. zsoltár szavait hallja: 
Még ha a halál árnyékának völgyében járok is, nem félek a gonosztól, mert te velem vagy; a te veszsződ és botod, azok vigasztalnak engem. (Zsolt 23:4)
 Ahogy elhagyja a völgyet, felvirrad a nap.
A Halál Árnyéka Völgyének kijáratánál találkozik Hívővel, aki korábban szintén Romlás Városában lakott, és aki elkíséri őt a Hiúság Vásárába. Itt mindkettőjüket letartóztatják és börtönbe vetik, mivel nem tartják sokra a vásári portékákat. Hívőt elítélik és kivégzik, helyette Hiúság Vásárának egy lakója, Reményteljes csatlakozik Keresztyénhez.
A Csalóka-rét mellett Keresztyén és Reményteljes letérnek az útról, hogy a könnyebbnek tűnő mellékösvényen haladjanak. Itt a Kétségbeesés nevű óriás ejti foglyul őket és elhurcolja Kétkedésvárba, börtönbe veti, megveri és éhezteti őket. Az óriás azt akarja, hogy kövessenek el öngyilkosságot, de a vándorok kitartanak, míg Keresztyén rájön, hogy nála van az Ígéret kulcsa, amely Kétkedésvár minden ajtaját és kapuját nyitja. Ennek a kulcsnak a segítségével kiszabadulnak.
Keresztyén és Reményteljes útjának következő állomása Immánuel földje, ahol a pásztorok megmutatják nekik a vidék csodáit. Találkoznak egy Tudatlan nevű fickóval, aki azt reméli, hogy jó cselekedetei folytán bejuthat a Mennyei Városba. Egy révész, akit Hiú Reménységnek hívnak, átsegíti csónakjával Tudatlant a Halál Folyóján, de a Mennyei Város kapuján nem engedik be és pokolra jut.
Keresztyén és Reményteljes a veszélyes Elvarázsolt Földtön túljutva elérik a Mátkaság Országát, ahol felkészülnek arra, hogy átkeljenek a Sion hegyének lábánál fekvő Halál Folyóján. Keresztyénnek az átkelés nem egyszerű, de Reményteljes segít neki és mindkettőjüket szívesen fogadják a Mennyei Városban.

### Második rész
A második rész Keresztyén feleségének, Krisztinának és gyermekeinek zarándokútjáról szól. Ugyanazokat a helyeket járják be, mint Keresztyén, ezen kívül meglátogatják Gájus fogadóját is a Halál Árnyékának Völgye és a Hiúság Vására között. Az útjuk hosszabb ideig tart; közben a négy fiú megnősül és gyermekeik születnek. A történet hőse Bátorszív, Értelmező szolgája, aki a zarándokok kalauza a Mennyei Város felé. Négy óriást öl meg, köztük Kétségbeesést, és része van a Hiúság Várost félelemben tartó szörnyeteg elpusztításában is.
Az évek múlása ebben a második zarándoklatban a keresztény életutat ábrázolja. A második rész hősnőivel Bunyan azt bizonyítja, hogy a nők is ugyanolyan derék zarándokok tudnak lenni, mint a férfiak.

Alexander M. Witherspoon, a Yale Egyetem tanára ezt írja bevezető esszéjében: 
Az 1684-ben megjelent második rész nem egyszerűen a korábbi kötet folytatása vagy ismétlése. Tisztázza és megerősíti és igazolja az első rész történetét. Bunyan lámpájának fénynyalábja kiszélesedik, hogy átfogja a keresztyén családot és másokat, férfiakat, nőket és gyermekeket; a mindennapi élet összeütközései és történései számosabbak, a zarándokút gyönyörei kiegyensúlyozni készülnek a nehézségeket; és az első részbeli hit és reményhez ugyanolyan mértékben csatlakozik a legnagyobb erény, a jótékonyság. A zarándok útjának két része valójában egy teljes egészt alkot, és ez az egész kétségkívül a leghatásosabb vallásos könyv, amelyet angol nyelven valaha is írtak.

Ezt jól példázza a második zarándokcsapat eltérő összetétele az első részhez képest: nők, gyermekek, és szellemileg hátramaradottak. Amikor Krisztina csapata elhagyja Gájus fogadóját és Félénkszív azt kéri, hogy hagyják őt ott, Bátorszív így bátorítja a továbbhaladásra: 
De testvérem, hisz az az én feladatom, hogy a félelmes szívűeket vigasztaljam és az erőtleneket segítsem! Kényszerítlek téged, hogy velünk jöjj! Ügyelünk rád, segítünk téged, megtartóztatjuk magunkat mindentől, ami megbotránkoztat téged, akár vélemény, akár cselekedet legyen az; megtartóztatjuk magunkat kétséges vitatkozásoktól te előtted; inkább mindened leszünk neked, semhogy hátrahagyjunk téged!
Amikor a zarándokok végre elérkeznek a Mátkaság Országába, a hírnök hívására átkelnek a Halál Folyóján. Keresztyén négy fia és családjaik nem kelnek át a folyón, hanem azon a helyen maradnak a „gyülekezet növelésére”.

## Szereplők

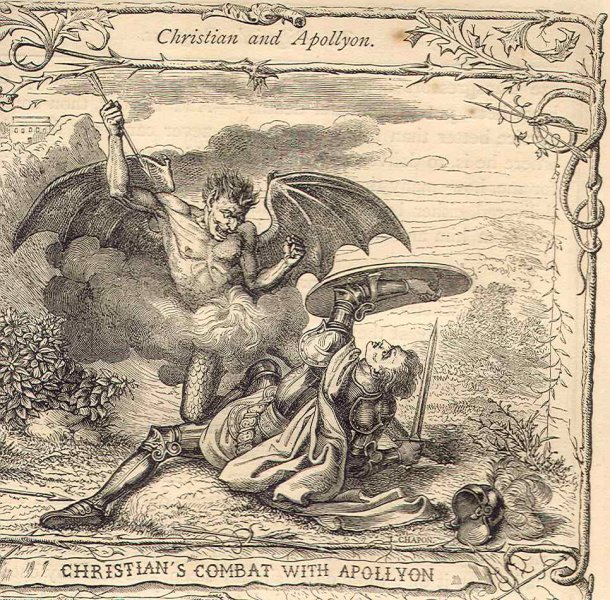
Keresztyén harca Apollionnal, illusztráció az 1850-es angol kiadásból

A főszereplők neve nagybetűvel jelenik meg.

### Első rész
- KERESZTYÉN, az első rész főhőse, a történet az ő utazásáról szól.
- EVANGÉLISTA, aki útbaigazítja Keresztyént a Mennyei Város felé vezető úton.
- Csökönyös, Romlás Városának egyik lakója, aki Keresztyén után szalad és megpróbálja visszafordítani útjáról.
- Simulékony, Romlás Városának másik lakója, aki elkíséri Keresztyént egészen a Csüggedés Mocsaráig, amelybe mindketten beleesnek. Simulékony a mocsárból kiszabadulva visszatér otthonába.
- Segítő, ő menti meg Keresztyént a Csüggedés Mocsarából
- VILÁGBÖLCS, Testi Bölcsesség városából, aki meggyőzi Keresztyént, hogy térjen le útjáról és kérje Törvénytudó úr és Udvarias úrfi segítségét Erkölcsiség városában.
- JÓAKARÓ, a Szoros Kapu őrzője, amelyen át a Mennyei Városba vezető „egyenes és keskeny” útra lehet lépni. A második részben kiderül, hogy ez a szereplő maga Jézus Krisztus.
- Belzebub, a szoros kapu melletti vár parancsnoka; ő és a vele lévők nyilakkal lövöldöznek a kapuhoz jövőkre. Ő uralja a Hiúság Vásárát is.
- ÉRTELMEZŐ, akinek a háza pihenést nyújt az utazóknak. Képeket mutat a vándoroknak, amelyekkel a helyes keresztényi életre tanítja őket. A Szentlélekkel azonosítják.
- Fényövezte lények, a Dombok Urának, azaz Istennek szolgái és hírnökei, nyilván ők az angyalok.
- Felületes, azon két utazó egyike, akik nem a szoros kapun át jutottak az útra, hanem a falon másztak át. Letér az útról, hogy elkerülje az Akadály dombját, de vesztére teszi.
- Képmutató, Felületes társa. Ő a másik kerülő utat választja és ő is elveszik.
- Félénk, egyike azoknak, akik megpróbálta lebeszélni Keresztyént a Gyönyörűséges házba való belépésről a megláncolt oroszlántól való félelmében. Társának neve Bizalmatlan.
- Éber, a Gyönyörűség ház kapusa. A második részben is megjelenik, ahol egy arany angyalt kap Krisztinától kedvességéért és szolgálataiért. Éber a neve az egyik pásztornak is.
- Belátás, az egyik lány a Gyönyörűség házból, ő dönti el, hogy Keresztyén ott maradhat.
- Okosság, másik lány a Gyönyörűség házból. Megjelenik a második részben is.
- Jámborság, másik lány a Gyönyörűség házból. Megjelenik a második részben is.
- Szeretet, másik lány a Gyönyörűség házból. Megjelenik a második részben is.
- APOLLION, Romlás Városának az ura, aki arra akarja kényszeríteni Keresztyént, hogy forduljon vissza az ő birtokára és őt szolgálja. Keresztyén viadala Apollionnal a Megaláztatás Völgylben zajlik, a Gyönyörűség ház alatt. Pikkelyes teremtmény sárkányszárnyakkal és medvelábakkal, torkából tűz és füst csap ki, ellenfelét tüzes nyilakkal lövöldözi.
- HÍVŐ, Keresztyén barátja Romlás Városából, aki szintén zarándokútra indul. Keresztyén azután találkozik vele, hogy átjutott a Halál Árnyékának Völgyén.
- Szemérmes, csábító nő, aki megpróbálta eltántorítani a Mennyei Városba készülő Hívőt.
- Első Ádám, a testiséget jelképező „Óember” Csalárdság Városából, aki úgy próbálja maradásra bírni Hívőt, hogy három lányát viszi magával: Test Kívánsága, Szemek Kívánsága és Élet Kérkedése.
- Mózes, a szigorú és erőszakos bosszúálló, a kegyelmet nem ismerő Törvény jelképe, aki megpróbálja megölni Hívőt az Óemberrel szemben tanúsított pillanatnyi gyengesége miatt.
- Fecsegő, képmutató Romlás Városából, a Locsogó utcából. Egyfolytában beszél és nem tesz semmit; szellemi szempontból lelkesen beszél a vallásról, de nincs olyan tette, ami a megváltásról tanúskodna.
- Igazsággyűlölő, a bíró aki elítéli Hívőt a Hiúság Vásárában.
- Irigy, Babonás és Hízelgő, a három tanú Hívő ellen.
- REMÉNYTELJES, Hiúság Vásárának lakója, aki Hivő után Keresztyén társa lesz a zarándoklatban. Reményteljes alakjában van egy következetlenség: a zarándokoknak a szoros kapun kell bejutniuk a keskeny és egyenes útra, de Reményteljes ezt nem tette meg, mégis „… az egyik meghalt, hogy bizonyságot tegyen az igazságról, de egy másik támadt az ő hamvaiból, hogy útitársa legyen a zarándoklásban.” REMÉNYTELJES Isten terve szerint veszi át HÍVŐ helyét. Allegorikusan ez azt jelentené, hogy a hit Istenben való bizodalom a jelen dolgaiban, a remény pedig ugyanaz mint a hit, vagyis bizalom Istenben, de a jövőt illetően. (REMÉNYTELJES követi HÍVŐt.) A másik tényező, hogy a Hiúság Vására éppen az egyenes és keskeny úton fekszik. REMÉNYTELJESsel ellentétben FELÜLETES az Áldicsőség Országából jött, amelyet egy görbe út köt össze a Király Útjával. KERESZTYÉN és REMÉNYTELJES elmondták FELÜLETESnek, hogy a szoros kapun kellett volna belépnie az útra.
- Mellékúti, képmutató zarándok, aki három barátjával Nyereséghalma ezüstbányáinál veszett oda. A „mellékút” ebben az esetben arra utal, hogy Mellékúti és társai a vallás által akartak meggazdagodni.
- Démás, csábító, aki Nyereséghalmánál arra próbálja rávenni a zarándokokat, hogy lépjenek be a feltételezett ezüstbányába.
- KÉTSÉGBEESÉSóriás, Kétkedésvár tulajdonosa, ahol fogságban tartja a keresztyéneket. A második részben BÁTORSZÍV pusztítja el.
- Bizalmatlanság, Kétségbeesés felesége. A második részben BECSÜLET APÓ öli meg.
- Bölcs, Tapasztalt, Éber és Őszinte pásztorok a kies hegyvidéken.
- TUDATLAN, „élénk fiatalember” aki a görbe ösvényről csatlakozik a Király Útjára. Keresztény és Reményteljes után indul és kétszer beszél is velük. Úgy gondolja, hogy be fog jutni a Mennyei Városba, mert Isten akaratának megfelelően munkálkodik. Keresztyén és Reményteljes próbálják meggyőzni, de hiába. Talál egy révészt, Hiú Reménységet, aki átvigye a Halál Folyóján, de a Mennyei Város kapujából lehajítják a pokolba Istennek, a Mennyei Város királyának parancsára.
- Hízelgő, csábító, aki eltéríti Keresztyént és Reményteljest az útjukról, amikor nem figyelnek a térképre, amit a kies hegyi pásztoroktól kaptak.
- Ateista, KERESZTYÉN és REMÉNYTELJES gúnyolója, aki ellenező irányban halad az úton, mert állítása szerint tudja, hogy Isten és a Mennyei Város nem létezik.

### Második rész
- Éleselméjű, a narrátor.
- KRISZTINA, KERESZTYÉN felesége, aki négy fiukat és a szomszédlány KÖNYÖRÜLETet vezeti a zarándokúton.
- MÁTÉ, KERESZTÉNY és KRISZTINA legidősebb fia, aki feleségül veszi KÖNYÖRÜLETet.
- SÁMUEL, a második fiú, Mnáson lányát, Kegyelmet veszi feleségül.
- JÓZSEF, a harmadik fiú, Mnáson lányát, Mártát veszi feleségül.
- JAKAB, a legkisebb fiú, Fébét, Gájus lányát veszi feleségül.
- KÖNYÖRÜLET, KRISZTINA szomszédja, aki elkíséri zarándokútján és MÁTÉ felesége lesz.
- Félénk, annak a lánya, akivel KERESZTYÉN az Akadály dombján találkozott; KÖNYÖRÜLETtel együtt eljön meglátogatni KRISZTINÁt, mielőtt ez zaárndokútra indulna.
- Gonoszindulatúak, két gonosz szereplő, akiket KRISZTINA álmában lát, és akikkel valójában is találkozik, amikor átmennek a Szoros Kapun.
- Ártatlan, ÉRTELMEZŐ fiatal szolgálólánya, aki kinyitja a kaput, amikor Krisztina és társai megérkeznek; ő vezeti őket a kerti fürdőbe, amely a vízkeresztséget jelképezi.
- BÁTORSZÍV, a vezető és testőr, akit ÉRTELMEZŐ küld KRISZTINA és társai mellé. Ő a második rész egyik főszereplője.
- Rettenetes, más néven Vérengző, óriás, aki a zarándokok életére tör. Bátorszív öli meg.
- Alázat, a Gyönyörűség Ház egyik szolgálólánya.
- Vidám, KÖNYÖRÜLET kérője, aki azonban elmarad, amikor megtudja, hogy a lány csak azért varr ruhákat, hogy a szegényeknek adja.
- Ügyes, az orvos, aki a Gyönyörűség Házban meggyógyítja Mátét, miután a fiú evett Belzebub almáiból.
- Nagykalapács, óriás, akit Bátorszív öl meg.
- BECSÜLETES APÓ, zarándok, aki csatlakozik a csapathoz.
- Gájus, fogadós, akinél a zarándokok néhány évig maradnak. Fébé lányát feleségül adja Jakabhoz. A szállásért nem fogad el pénzt, mondván, hogy azt majd az Irgalmas Szamaritánus fizeti.
- Erénygyilkos, óriás, aki a Király országútjának biztonságát veszélyezteti.
- Félénkszívű, akit Bátorszív ment meg Erénygyilkostól.
- Fébe, Gájus lánya, Jakabhoz megy feleségül.
- Sántaláb, zarándok, aki Gájus ajtaja előtt találkozik KRISZTINA csapatával és Félénkszívű társa lesz, akinek odaadja egyik mankóját.
- Mnáson, Hiúság Vásárának lakója, aki elszállásolja egy ideig a zarándokokat.
- Kegyelem, Mnáson lánya, Sámuel felesége lesz.
- Márta, Mnáson lánya, József felesége lesz.
- Csüggeteg, a Kétkedésvárból megmentett fogoly.
- Rettegő, Csüggeteg lánya.
- IGAZSÁG HARCOSA, egy zarándok, akivel a kies hegyen találkoznak, kezében kivont fegyver, arca csupa vér.
- Állhatatos, egy zarándok, aki Tünemény asszonyságtól való megszabadulásért imádkozik.
- Tünemény asszonyság, boszorkány, ő tette az Elvarázsolt Földet azzá, ami; ő a Példabészédek könyvében említett förtelmes asszony.

## Helyek
- Romlás Városa, Keresztyén otthona, a világot jelképezi.
- Csüggedés Mocsara, iszapos mocsár a szoros kapuhoz vezető úton. Az első részben Keresztyén beleesik és tovább süllyed bűneinek súlya és bűntudata miatt.
- Szoros Kapu, ez a bejárata a keskeny és egyenes útnak, amely a Mennyei Városba vezet. A zarándokoknak ezen keresztül kell bejutniuk az útra.
- Értelmező Háza, egyfajta szellemi kiállítás, amely útmutatóul szolgál a zarándokokat.
- Akadály Dombja; két ösvény halad el mellette, a Veszedelem és a Romlás, a rajta átvezető utat szintén Akadálynak hívják.
- Gyönyörűség Ház, pihenő és menedék a zarándokok számára az Akadály Domb tetején, a keresztyén gyülekezetet jelképezi.
- Megaláztatás Völgye, az Akadály Dombján túl fekvő völgy, ahol Keresztyén Apollionnal találkozik.
- Halál Árnyékának Völgye, koromsötét völgy, amely a Megaláztatás Völgyéből nyílik. Jobb oldalán mély árok, bal oldalán veszedelmes mocsár található.
- Gájus fogadója, pihenőhely a második részben.
- Hiúság és Hiúság Vására, város az úton és az itt tartott éves vásár.
- Nyereséghalma, az ezüstbánya melletti település.
- Kétkedésvár, Kétségbeesés óriás és felesége lakik itt; a kapuit az Ígéret kulcsa nyitja.
- Kies Hegy, másképpen „Immánuel Földje”, kellemes vidék kertekkel és legelőkkel, és fenséges kilátással.
- Elvarázsolt Föld, egy olyan terület, amely pihenésre csábítja a zarándokokat; azonban aki itt elalszik, soha nem ébred fel.
- Mátkaság Országa, balzsamos és üde levegőjű kertes terület a Halál Folyóján innen.
- Halál Folyója, folyó a Sion hegye körül, amely aszerint változtatja a mélységét, hogy mennyire erős a rajta átkelő hite.
- Mennyei Város, a zarándokok áhított célja, a Király székhelye. A Sion hegyén található.

## A mű hatása
Bunyan allegóriája nem előzmények nélküli a keresztény irodalomban. Egyedülállóvá az egyszerű és megkapó, kissé naiv stílusa teszi, amely bőven meg van tűzdelve bibliai szövegekkel. A mű népszerűsége miatt a Bunyan használta elnevezések – akár sajátjai, akár a Bibliából átvett nevek – szólássá váltak az angol nyelvben (Csüggedés Mocsara, Akadály Dombja, Halál Árnyékának Völgye, Kétkedésvár, Hiúság Vására stb.)
A zarándok útja hangsúlyosan protestáns teológiája szintén hozzájárult a mű népszerűségéhez. Samuel Johnson szerint „a mű nagy érdeme az, hogy sem a művelt ember nem talál ennél dicséretesebbet, sem a gyermek nem ismer ennél szórakoztatóbbat”. Macaulay úgy tartotta, hogy „talán az egyedüli könyv, amelyet illetően száz év elmúltával a művelt kisebbség fogadta el az egyszerű többség véleményét”. Kiadása után három évvel a művet újranyomták a gyarmati Amerikában, ahol a protestáns telepesek széles körében elterjedt. Bunyan élete alatt tizenegy kiadást ért meg.

### Fordítások
A mű népszerűségét az is mutatja, hogy több mint 400 nyelvre fordították le. Német nyelven már 1694-ben megjelent. Szigeti Sámuel és Tordai Sámuel német nyelvből készített fordítása 1777-78-ban jelent meg Kolozsváron; Ballagi László újabb fordítása 1867-ben jelent meg Pesten. 1907-ben Szabadi Béla, 2005-ben Jánosházy György fordította magyarra.
Az 1850-es évek elején kínai nyelvű illusztrált kiadások jelentek meg Hongkongban, Shanghaiban és Fuzhouban, ahol a protestáns misszionáriusok terjesztették. Hong Xiuquan, a Tajping-felkelés félig-meddig keresztény vezetője azt mondta, hogy ez volt a kedvenc olvasmánya.

### A "harmadik rész"
A zarándok útjának harmadik része című könyvet ismeretlen szerző írta és 1693-tól kezdve a Bunyan által írt első két résszel együtt jelent meg 1852-ig.

### Zene
A könyv volt az alapja Ralph Vaughan Williams azonos című operájának, amelyet 1951-ben mutattak be. Készült egy rövidített rádióváltozat is John Gielgud főszereplésével, háttérzeneként felhasználva Vaughan Williams zenekari műveit. Ezt a rádióváltozatot, amelyet eredetileg 1942-ben mutattak be, 1990-ben a Hyperion Records újra felvette; a karmester Matthew Best volt. A főszerepet ismét Gielgud játszotta.
Ernest Austin a történetet két és fél órás zenei költeménnyé írta át, szólóorgonára, hatrészes kórusra és narrátorra.
2016. november 11-én jelent meg a The Neal Morse Band "The Similitude of a Dream" c. dupla koncept-albuma, mely a könyv történetét dolgozza fel.

### Film és televízió
A könyvet 1912-ben filmesítették meg először. Újabb filmváltozat készült 1977-ben Ken Anderson rendezésében, a zarándok szerepében Liam Neesonnal. Ennek a folytatása Christiana címmel 1979-ben készült el.
1985-ben a Yorkshire Television egy kilencrészes sorozatot forgatott a könyv alapján, Dangerous Journey (Veszélyes utazás) címmel.
1950-ben a Baptista Films egyórás animációs filmet készített a könyvből. Ezt 1978-ban 35 percesre rövidítették és új zenét kapott. 2007-ben az eredeti változat nehezen fellelhető, de az 1978-as változatot kiadták VHS-en és DVD-n is. 2006-ban elkészült egy számítógépes animációs változat is, Scott Cawthon rendezésében.
2008-ban készült el Danny Carrales rendezésében a legújabb változat Daniel Kruse-zal a főszerepben.

## Magyarul
- Keresztyén utazás a' bóldog örökké-valoságra, mellyben, a' meg-térö, és Istent keresö lelkeknek minden állapottya külömb-külömb-féle szép példákban és ábrázatokban le-festetik. Írattatott ángliai nyelven, Bunián János által, mostan pedig annak német nelvre való forditásából, magyarra fordittatott Tordai Sámuel, Szigeti Sámuel által, 1-2.; s.n., Kolozsvár, 1777-1778
- A zarándok útja; ford. B. L.; Hornyánszky-Träger, Pest, 1867
- A zarándok útja a jelenvaló világból az eljövendőbe; ford. Szabadi Béla, 2., jav. kiad; Londoni Vallásos Traktátus-Társulat, Bp., 1907
- Zarándok útja. A jelen való világból a jövőbe; ford. Lőbel János; Keresztyén Könyvesház, Bp., 1922
- Bunyan zarándokútja. T. Mateboer elbeszélése szerint fiataloknak; átdolg., röv. kiad.; Primo, Bp., 1992
- A zarándok útja; ford. Jánosházy György; Koinónia, Kolozsvár, 2005

## Fordítás
- Ez a szócikk részben vagy egészben  a   The Pilgrim's Progress című angol Wikipédia-szócikk ezen változatának fordításán alapul.  Az eredeti cikk szerkesztőit annak laptörténete sorolja fel. Ez a jelzés csupán a megfogalmazás eredetét és a szerzői jogokat jelzi, nem szolgál a cikkben szereplő információk forrásmegjelöléseként.